# Jun'ichi Suwabe
Jun'ichi Suwabe (諏訪部 順一?, Suwabe Jun'ichi; Tokyo, 29 marzo 1972) è un doppiatore giapponese.

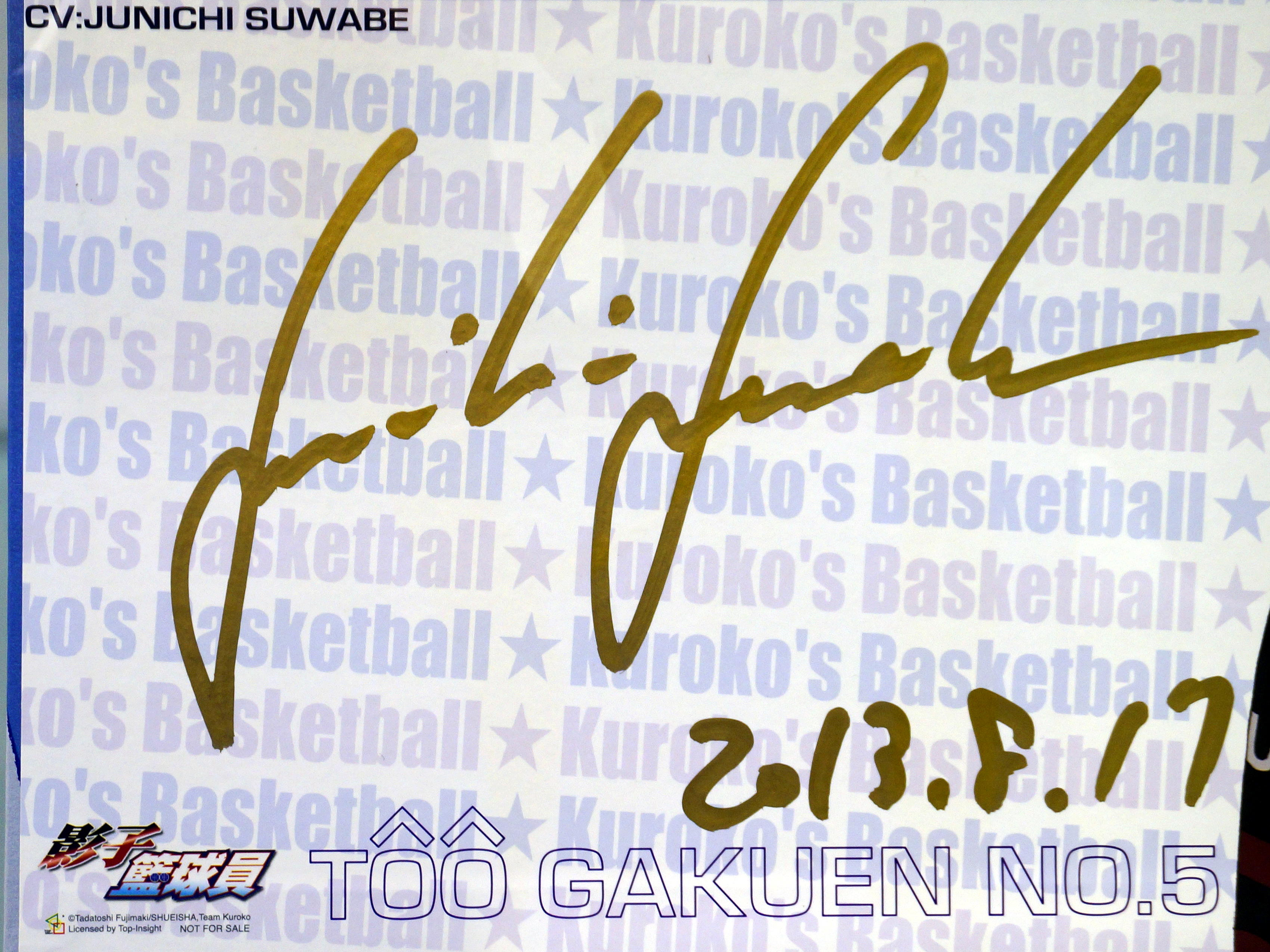
Firma autografa di Jun'ichi Suwabe

È noto per aver doppiato Archer in Fate/Stay Night: Unlimited Blade Works, Yami Sukehiro in Black Clover, Shota Aizawa in My Hero Academia e Ryomen Sukuna in Jujutsu Kaisen.

## Doppiaggio

### Anime
- 07 Ghost (Frau)
- Aquarion Evol (Istruttore Donar)
- Bakuman (Shinta Fukuda)
- Bakumatsu Kikansetsu Irohanihoheto (Shiranui Kozo)
- Battle Spirits - Dan il Guerriero Rosso (Galaxy Watanabe, Pantera)
- Battle Spirits - Brave (Narratore)
- Battle Spirits - Heroes (Galaxy Watanabe)
- Battle Spirits - Sword Eyes (Bringer)
- Battle Spirits Saikyō Ginga Ultimate Zero (Kiriga the Shooting Star)
- Battle Spirits - Burning Soul (Dairokuten Maō/Nobunaga Tenma)
- Battle Spirits - Double Drive (Sandrat)
- Black Butler (Undertaker)
- Black Clover (Yami Sukehiro)
- Bleach (Grimmjow Jeagerjaques)
- Blood+ (Van Argeno)
- Blue Lock (Shoei Baro)
- Boogiepop Phantom (Boy C ep 1)
- Brothers Conflict (Asahina Kaname)
- Bungo Stray Dogs  (Oda Sakunosuke)
- Chobits (Yoshiyuki Kojima)
- Chrome Shelled Regios (Savaris Qaulafin Luckens)
- ClassicaLoid (Dvořák)
- Dangaronpa 3 (Juzo Sakakura) kg5
- Dead Dead Demon's Dededededestruction (Hiroshi Nakagawa)
- DearS (Hirofumi Nonaka)
- Densetsu no yūsha no densetsu (Miran Froaude)
- Dragonaut -The Resonance- (Gio)
- DT Eightron (Ain)
- E's Otherwise (Leonid)
- Fairy Tail (Fried Justine)
- Fate/stay night: Unlimited Blade Works (Archer)
- Fate/Apocrypha (Sigfrido)
- Food Wars! Battaglie culinarie (Akira Hayama)
- Fullmetal Alchemist (Greed)
- Gad Guard (Katana)
- Gangsta. (Warrick Arcangelo)
- Garouden: The Way of the Lone Wolf (Ichirō Shino)
- Gilgamesh (Tria)
- Gintama (Goemon)
- Gravion (Alex Smith)
- Gravion Zwei (Alex Smith)
- Great Teacher Onizuka (Koji Fujiyoshi)
- Gunparade Orchestra (Michiya Noguchi)
- Hanasakeru Seishōnen (Zao Monchen)
- Hybrid Child (Ichi Seya)
- Highschool of the Dead (Takashi Komuro)
- Hokuto no Ken Raoh Gaiden: Ten no Haoh (Ryuurou ep 6)
- Ikoku Irokoi Romantan (Alberto Valentino)
- I Cavalieri dello zodiaco - Saint Seiya - Hades (Sphynx Pharao)
- Il piano nella foresta (Sōsuke Ajino)
- Interviews with Monster Girls (Tetsuo Takahashi)
- Jujutsu Kaisen - Sorcery Fight (Ryomen Sukuna)
- KamiKatsu (Enlilta Reesehyde Bertrand, forma maschile)[1]
- Karin (Ren Maaka)
- Kaleido Star (Ian ep 12)
- Kamisama Hajimemashita 2 (Kirihito)
- Karneval (Uro)
- Keroro (Condizionatore d'aria ep 241)
- Kemono jihen (Kohachi Inugami)
- Kingdom of Chaos - Born to Kill (Aide)
- Kiratto Pri Chan (Meganii Akai)
- Kirepapa (Kakeru Nijou)
- Konjiki no Gash Bell!! (Fleet)
- Kotetsushin Jeeg (Hiroshi Shiba)
- Koutetsu Sangokushi (Kannei Kouha)
- Kōkaku no Pandora
- Kuroko no Basket (Aomine Daiki)
- Kuroshitsuji (Undertaker)
- Last Order -Final Fantasy VII- (Tseng)
- Le bizzarre avventure di JoJo: Stardust Crusaders (Terence T. D'Arby)
- Le bizzarre avventure di JoJo: Vento Aureo (Leone Abbacchio)
- Lovely Complex (Kuniumi Maitake)
- Macademi Wasshoi (Agaliarept)
- Mobile Suit Gundam SEED Destiny (Sting Oakley, Malik Yardbirds, Mars Simeon)
- Mobile Suit Gundam SEED Destiny Final Plus: The Chosen Future (OAV) (Mars Simeon)
- Mobile Suit Gundam SEED Denstiny Special Edition (Sting Oakley, Malik Yardbirds)
- Monochrome Factor (Shirogane)
- My Hero Academia (Shōta Aizawa)
- Nabari (Shimizu Raikou)
- Nana (Takakura Kyousuke)
- Naruto (Seimei)
- Night Head Genesis (Mikumo)
- Nodame Cantabile (Tooru Kikuchi)
- Oban Star-Racers (Rick Thunderbolt)
- One Piece (Vergo, Greenbull)
- Pandora Hearts (Liam)
- Peacemaker Kurogane (Toshimaro Yoshida)
- Peach Girl (Goro Ooji ep7-10)
- PPG Z - Superchicche alla riscossa (Michel/Great Michel)
- PriPara (Meganii Akai)
- The Prince of Tennis (Keigo Atobe)
- Ragna Crimson (Woltekamui)
- Record of Ragnarok (Hermes)
- Rental Magica (Ren Nekoyashiki)
- Revenger (Sada)
- Rurouni Kenshin (serie 2023) (Usui Uonuma)
- Saint Seiya Ω (Orion Eden)
- Saiunkoku Monogatari (Sa Soujun)
- Shikabane Hime (Sadahiro Mibu)
- Shōnen Onmyōji (Enoki Ryuusai)
- Sky Girls (Zin Hizaki)
- Sleepy Princess in the Demon Castle (Stregone delle forbici)[2]
- Solo Leveling (Hwang Dongsoo)
- Someday's Dreamers (Masami Oyamada)
- Space Dandy (Dandy)
- Super ladri (Josh / Il Fantasma)
- Suteki Tantei Labyrinth (Seiran Shinano)
- Switch (Masataka Hiki)
- Sword Art Online Alicization (Bercouli)
- Sword Art Online Alicization: War of Underworld (Bercouli)
- Tesla Note (Mickey Miller)
- The Grimm Variations (Tim)
- The Tatami Galaxy (Masaki Jōgasaki)
- Transformers Galaxy Force (Tim)
- Trigun Stampede (Brad)
- Trinity Blood (Cain Nightroad)
- Twin Star Exorcists (Amawaka Seigen)
- Ushio e Tora (Shinno)
- Uta no Prince-sama (Jingūji Ren)
- Vampire Knight (Akatsuki Kain)
- Vampire Knight Guilty (Akatsuki Kain)
- Wangan Midnight (Yoshiaki Ishida)
- X/1999 (Monou Fuuma)
- Yona of the Dawn (Jae-ha)
- You and Idol Pretty Cure♪ (Tanaka / Tanakahn)
- Yuri!!! on Ice (Viktor Nikiforov e Makacchin)
- Zombie-Loan (Reiichirou Shiba)

### Videogiochi
- 12Riven ―the Ψcliminal of integral― (Ōtemachi)
- Akiba's Beat (Mikado Kurosaki)
- Animamundi (Francis Dashwood)
- Ar tonelico II (Chestar Lu Whinoah)
- Asura's Wrath (Yasha)
- Black Clover: Quartet Knights (Yami Sukehiro)
- BlazBlue: Continuum Shift (Relius Clover)
- BlazBlue: Chrono Phantasma (Relius Clover)
- BlazBlue: Central Fiction (Relius Clover)
- BlazBlue Alternative: Dark War (Relius Clover)
- Bleach: Shattered Blade (Grimmjow Jeagerjaques)
- Bleach: Heat the Soul 4, Bleach: Heat the Soul 5, Bleach: Heat the Soul 6 (Grimmjow Jeagerjaques)
- Bleach Blade Battlers 2 (Grimmjow Jeagerjaques)
- Bleach Wii: Hakujin Kirameku Rondo (Grimmjow Jeagerjaques)
- Bleach: Soul Resurrección (Grimmjow Jeagerjaques)
- Bleach: Brave Souls (Grimmjow Jeagerjaques)
- Bleach: Rebirth of Souls (Grimmjow Jeagerjaques)
- Bravely Default II (Dag)
- Code Vein (Jack Rutherford)
- Crisis Core: Final Fantasy VII (Tseng)
- Crisis Core: Final Fantasy VII Reunion (Tseng)
- Devil Summoner - Soul Hackers (Carol J)
- Dissidia Final Fantasy: Opera Omnia (Seymour Guado)
- Dragon Quest VIII: L'odissea del re maledetto (versione 3DS) (Marcello)
- Dragon Quest Rivals (Marcello)
- Dragon Quest Treasures (Signor Manolo, vari mostri)
- Dragon Marked for Death (Guerriero)
- Enchanted Arms (Makoto)
- Fate/stay night [Realta Nua] (Archer)
- Fate/tiger colosseum (Archer)
- Fate/unlimited codes (Archer)
- Fate/EXTRA (Archer)
- Fate/EXTRA CCC (Archer)
- Fate/hollow ataraxia (Archer)
- Fate/Grand Order (Archer/EMIYA, Saber/Siegfried)
- Fate/Extella: The Umbral Star (Archer)
- Fate/Extella Link (Archer)
- Final Fantasy X (Seymour Guado, Jassu, Zanar, Hypello)
- Final Fantasy X-2 (Seymour Guado, Hypello)
- Final Fantasy Type-0 (Nimbus)
- Final Fantasy XIV: Heavensward (Guerriero dell'Oscurità)
- Final Fantasy XIV: Shadowbringers (Ardbert)
- Final Fantasy VII Remake (Tseng)
- Final Fantasy VII Rebirth (Tseng)
- Fire Emblem: Fates (Jakob)
- Fire Emblem Heroes (Jakob, Diamant)
- Fire Emblem: Engage (Diamant)
- Freedom Wars (Abel "Strafe" Balt)
- Granblue Fantasy (Seofon)
- Granblue Fantasy: Versus (Seofon)
- Granblue Fantasy: Versus Rising (Seofon)
- Granblue Fantasy: Relink (Seofon)
- Guilty Gear XX Accent Core (Venom)
- Guilty Gear Xrd -SIGN- (Venom)
- Guilty Gear Xrd -REVELATOR- (Venom)
- Guilty Gear -STRIVE- (Venom)
- Hellnight ("Sacred Ring" Believer)
- Honkai: Star Rail (Archer)
- Infinite Undiscovery (Leonid)
- JoJo's Bizarre Adventure: All Star Battle (Terence T. D'Arby)
- JoJo's Bizarre Adventure: Eyes of Heaven (Terence T. D'Arby)
- JoJo's Bizarre Adventure: All Star Battle R (Terence T. D'Arby, Leone Abbacchio)
- Jujutsu Kaisen Cursed Clash (Ryomen Sukuna)
- Jump Force (Grimmjow Jeagerjaques)
- Kingdom Hearts II (Annunciatore torneo)
- Mega Man Zero 3 (Omega)
- Mega Man ZX (Omega)
- Michigan: Report from Hell (Mark Bockwinkle)
- Mighty No. 9 (Dr. White)
- Mobile Suit Gundam SEED: Alliance vs. Z.A.F.T. (Sting Oakley)
- Mobile Suit Gundam SEED Battle Destiny (Sting Oakley)
- Monster Hunter Rise: Sunbreak (Bahari)
- Naruto Shippuden: Ultimate Ninja Storm 2 (Lars Alexandersson)
- No More Heroes III (Sonic Juice)
- One Piece: Pirate Warriors 3 (Vergo)
- Persona 3 Portable (Theodore)
- Persona 4 Arena Ultimax (Theodore)
- Persona Q: Shadow of the Labyrinth (Theodore)
- Persona 3: Dancing in Moonlight (Theodore)
- Persona Q2: New Cinema Labyrinth (Theodore)
- Raidou Remastered: The Mystery of the Soulless Army (Kenzou Satake)
- Rune Factory: Guardians of Azuma (Kai)
- Scar-Lead Salvation (AI)
- Shin Megami Tensei IV: Apocalypse (Abe/Samyaza)
- Shin Megami Tensei: Devil Survivor 2 - Record Breaker (Yamato Hotsuin)
- Snowboard Kids (Jam Kuehnemund, Shinobin)
- Snowboard Kids 2 (Jam Kuehnemund)
- Sonic x Shadow Generations (Narratore)
- Street Fighter IV (Vega)
- Street Fighter x Tekken (Vega, Lars Alexandersson)
- Street Fighter V (Vega)
- Super Robot Wars Z (Sting Oakley, Alex Smith)
- Super Robot Wars Z2: Destruction Chapter (Alex Smith)
- Super Robot Wars Z2: Rebirth Chapter (Alex Smith)
- Super Robot Wars Z3: Hell Chapter (Advent)
- Super Robot Wars Z3: Heaven Chapter (Advent)
- Super Robot Wars V (Fommt Berger)
- Super Robot Wars 30 (Advent, Lumes)
- Tales of Xillia (Chronos)
- Tales of the Rays (Yami Sukehiro)
- Tales of Crestoria (Chronos)
- Tales of Arise (Chronos)
- Tekken 6 (Lars Alexandersson)
- Tekken Tag Tournament 2 (Lars Alexandersson)
- Tekken 7 (Lars Alexandersson)
- Tekken 8 (Lars Alexandersson)
- The DioField Chronicle (Fredret Lester)